# Pankhuri Awasthy
Pankhuri Awasthy, née le 31 mars 1991, est une actrice de la télévision et du cinéma indien. Elle est connue pour rôle de Razia dans la série télévisée Razia Sultan (en), Vedika dans Yeh Rishta Kya Kehlata Hai (en) et Draupadi dans Suryaputra Karn (en).

## Filmographie

### Télévision
| Année       | Émission                                                            | Rôle                                      | Notes                          | Réf   |
| ----------- | ------------------------------------------------------------------- | ----------------------------------------- | ------------------------------ | ----- |
| 2014        | Yeh Hai Aashiqui (en)                                               | Saima (Épisode 47)                        | Début dans une série télévisée | [ 1 ] |
| 2014        | MTV Fanaah (en) Saison 2                                            | Seher                                     |                                | [ 1 ] |
| 2015        | Razia Sultan (en)                                                   | Sultan Razia                              | Rôle principal                 | [ 2 ] |
| 2015 - 2016 | Suryaputra Karn (en)                                                | Draupadi                                  | Rôle principal                 | [ 3 ] |
| 2017        | Kya Qusoor Hai Amala Ka (en)                                        | Amala                                     | Rôle principal                 | [ 4 ] |
| 2018        | Kaun Hai? (en) - The Mysterious Doll Of Putulgunj : Part 1 & Part 2 | Pauloma / Anvesha (Épisode 2 & Épisode 3) | Rôle épisodique                | [ 5 ] |
| 2018        | Laal Ishq (en) - Mayong                                             | Épisode 27                                | Rôle épisodique                | [ 6 ] |
| 2019        | Yeh Rishta Kya Kehlata Hai (en)                                     | Vedika                                    | Rôle récurrent                 | [ 7 ] |

### Cinéma
| Année | Film                        | Rôle        | Notes | Réf   |
| ----- | --------------------------- | ----------- | ----- | ----- |
| 2020  | Shubh Mangal Zyada Saavdhan | Kusum Nigam | Début | [ 8 ] |